# هدر شوبر
هدر شوبر (انگلیسی: Heather Scheuber؛ زادهٔ ۲۰ ژانویهٔ ۱۹۸۸) بازیکن فوتبال اهل بریتانیا است.
وی همچنین در تیم ملی فوتبال زنان انگلستان U-17
زنان انگلستان U-19 بازی کرده‌است.